# Louhivesi
Louhivesi är en avskild del av sjön Saimen i Finland.   Den ligger S:t Michels kommun i landskapet Södra Savolax, i den södra delen av landet, 200 km nordost om huvudstaden Helsingfors. Arean är 46 kvadratkilometer. I omgivningarna runt Louhivesi växer i huvudsak blandskog. Den sträcker sig 8,1 kilometer i nord-sydlig riktning, och 24,9 kilometer i öst-västlig riktning.
I övrigt finns följande i Louhivesi:
- Nokosaaret (en ö)
- Selkäluoto (en ö)
- Kupparsaari (en ö)
- Selkäsaari (en ö)
- Kärmesaari (en ö)
- Naavakallio (en ö)
- Ristsaari (en ö)
- Pieni Mustasaari (en ö)
- Iso Mustasaari (en ö)
- Nälkäkivi (en ö)
- Lapsisaari (en ö)
- Savikkosaari (en ö)
- Ruissaaret (en ö)
- Potaattisaari (en ö)
- Eukonsaari (en ö)
- Kokkosaari (en ö)
- Kavatsaari (en ö)
- Petäikkösaaret (en ö)
- Harakkasaari (en ö)
- Haukkasaari (en ö)
- Iso Papinsaari (en ö)
- Vakkerinsaari (en ö)
- Hoikkaluoto (en ö)
- Hiekkasaari (en ö)
- Onkisaari (en ö)
- Hylkiluoto (en ö)
- Lehmisaari (en ö)
- Luhtasensaaret (en ö)
- Vuohisaari (en ö)
- Loippaluoto (en ö)
- Pieni Papinsaari (en ö)
- Linnasaari (en ö)
- Halkoluoto (en ö)
- Kelmanninsaari (en ö)
- Saunasaari (en ö)
- Lehtikalliot (en ö)
- Oriluodot (en ö)
- Naarasaari (en ö)
- Kapiasaari (en ö)
- Rantasaari (en ö)
- Pieni Pukkisaari (en ö)
- Kalliosaari (en ö)
- Ruissaari (en ö)
- Iso Pukkisaari (en ö)
- Maijansaari (en ö)
- Riuttasaaret (en ö)
- Maitosaari (en ö)
- Vasainsaari (en ö)
- Kukkosaari (en ö)
- Nuottasaari (en ö)
- Hiisisaari (en ö)
- Lamposaari (en ö)
- Kiiskinluoto (en ö)
- Selkäsaari (en ö)
- Verkkosaari (en ö)
- Koivusaari (en ö)
- Ruissaari (en ö)
- Puolakansaari (en ö)
- Pieni Ristisaari (en ö)
- Tunterinsaari (en ö)
- Pajuluoto (en ö)
- Juonesluoto (en ö)
- Hietasaari (en ö)
- Haapasaari (en ö)
- Karkuusaari (en ö)
- Iso Ristisaari (en ö)
- Niinisaari (en ö)
- Suursaari (en ö)
- Outisensaari (en ö)
- Kolikkosaari (en ö)
- Tynnörsaari (en ö)
- Haksinsaari (en ö)
- Jantinsaari (en ö)
- Riuttasaari (en ö)
- Ukonsaari (en ö)
- Nikulinsaaret (en ö)
- Rääsiönsaari (en ö)
- Melamaniemi (en ö)
- Ruosaari (en ö)
- Jänsaari (en ö)
- Vuorsaari (en ö)
- Nikuli (en ö)
- Koivuluoto (en ö)
- Hususaari (en ö)
- Luhdansaari (en ö)
- Ukonsärkemä (en ö)
- Kuisaari (en ö)
- Totinsaari (en ö)
- Särkänluoto (en ö)
- Petäänsaari (en ö)
- Ruokosaarenluodot (en ö)
- Niittusensaari (en ö)
- Palosaari (en ö)
- Sakkosaari (en ö)
- Rantaluodot (en ö)
- Pajuluodot (en ö)
- Pujolansaari (en ö)
- Herasaari (en ö)
- Kalikkaluodot (en ö)

I övrigt finns följande vid Louhivesi:
- Alttarkivi (en klippa)
- Herttuanjärvi (en sjö)
- Keriniemi (en udde)
- Kirkkokivi (en klippa)
- Melamaniemi (en udde)
- Varkaantaipaleen Kanava (en kanal)